# MS Kungsholm
El MS Kungsholm fue un transatlántico/crucero combinado construido en 1953 por el astillero De Schelde en Vlissingen, Países Bajos, para la Swedish American Line. Entre 1965 y 1981 navegó para North German Lloyd y su sucesora Hapag-Lloyd como MS Europa. Desde 1981 hasta 1984 navegó para Costa Cruceros como MS Columbus C. Se hundió en el puerto de Cádiz, España, después de embestir un rompeolas el 29 de julio de 1984. El buque fue reflotado más tarde ese año, pero enviado a un desguace de barcos de Barcelona (España) en 1985 para su desguace.

## Hundimiento

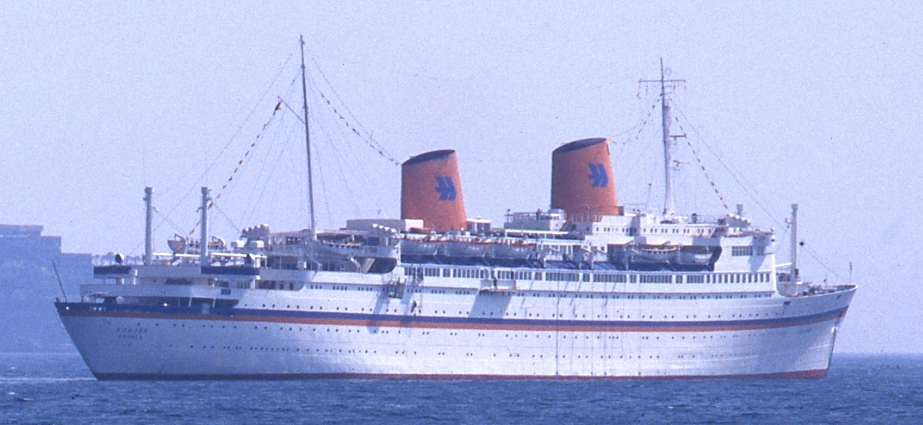
El Europa en el año 1979.

Tras su venta a Independent Continental Lines, el Europa pasó a llamarse Columbus C., se pintó con los colores de Costa Cruceros y se dedicó al tráfico de cruceros. Sin embargo, su carrera con Costa fue breve, ya que el 29 de julio de 1984 el Columbus C. chocó accidentalmente contra un rompeolas cerca de Cádiz, España. Su quilla resultó gravemente dañada en la colisión, pero el barco logró llegar al puerto de Cádiz por sus propios medios. Sus pasajeros y tripulación fueron evacuados, pero el barco continuó hundiéndose, escorándose a estribor. Finalmente se hundió hasta el fondo del puerto poco profundo, quedando solo parcialmente sumergido.
El 1 de noviembre de 1984 el Columbus C. fue reflotado y puesto en amarre. Se consideró que los daños eran demasiado graves para ser reparados con costes aceptables, por lo que fue vendido a Mirak SA en Barcelona para su desguace. El 2 de abril de 1985 el Columbus C. llegó a Barcelona (España) remolcado, donde fue desguazado.